# 中山誠吾
中山 誠吾（なかやま せいご、1999年5月9日 - ）は、栃木県宇都宮市出身の元プロ野球選手（内野手）。右投左打。

## 経歴

### プロ入り前
宇都宮市立田原西小学校2年生のときに西サンライズで軟式野球を始め、小学校4年生から中学生までは栃木ヤングベースボールクラブに所属。
小学生時代には陸上競技でも活躍し、小学校5年、6年時に宇都宮市の大会の走幅跳で2連覇を達成している。
青藍泰斗高等学校では1年秋から遊撃手のレギュラーを掴む。2年春には栃木県大会で準優勝し、母校の6年ぶりの関東大会出場に貢献した。甲子園出場経験は無い。
白鷗大学に進学すると1年春からベンチ入り。2年春から一塁手のレギュラーに定着すると、同年秋から4番打者を務め、11打点で最多打点を獲得。3年秋には4本塁打で本塁打王を獲得し、大学日本代表候補に選出された。4年春からは遊撃手としてプレーした。
2021年10月11日に行われたドラフト会議で埼玉西武ライオンズから6位指名を受け、契約金3000万円・年俸700万円（金額は推定）で契約した。背番号は50。担当スカウトは大島裕行。

### 西武時代
2022年は、源田壮亮の故障離脱に伴い初の一軍昇格を果たす。5月7日、対日本ハム戦（ベルーナドーム）に8番・遊撃でプロ初出場初スタメンを果たしたが、守備で手痛い失策を犯した。出場したのはこの1試合のみで、二軍でも打率.149、本塁打2の成績に終わった。一軍で失策してから数日はグラウンドに立つのも怖かったとのちに語っている。
2023年は、一軍出場はなく二軍でも打率.187、本塁打0と結果を残せず、10月4日に球団から戦力外通告を受けた。

### 現役引退後
戦力外通告を受けた後は現役を引退し、西武の球団職員となった。

## 選手としての特徴
大柄な体を活かしパワフルな打球を飛ばすスラッガ―。遠投100mと内野手としては強い肩を持ち、送球も安定している。

## 詳細情報

### 年度別打撃成績
| 年 度     | 球 団     | 試 合 | 打 席 | 打 数 | 得 点 | 安 打 | 二 塁 打 | 三 塁 打 | 本 塁 打 | 塁 打 | 打 点 | 盗 塁 | 盗 塁 死 | 犠 打 | 犠 飛 | 四 球 | 敬 遠 | 死 球 | 三 振 | 併 殺 打 | 打 率 | 出 塁 率 | 長 打 率 | O P S |
| --------- | --------- | ----- | ----- | ----- | ----- | ----- | -------- | -------- | -------- | ----- | ----- | ----- | -------- | ----- | ----- | ----- | ----- | ----- | ----- | -------- | ----- | -------- | -------- | ----- |
| 2022      | 西武      | 1     | 3     | 3     | 0     | 0     | 0        | 0        | 0        | 0     | 0     | 0     | 0        | 0     | 0     | 0     | 0     | 0     | 1     | 0        | .000  | .000     | .000     | .000  |
| 通算：1年 | 通算：1年 | 1     | 3     | 3     | 0     | 0     | 0        | 0        | 0        | 0     | 0     | 0     | 0        | 0     | 0     | 0     | 0     | 0     | 1     | 0        | .000  | .000     | .000     | .000  |

### 年度別守備成績
| 年 度 | 球 団 | 遊撃  | 遊撃  | 遊撃  | 遊撃  | 遊撃  | 遊撃     |
| 年 度 | 球 団 | 試 合 | 刺 殺 | 補 殺 | 失 策 | 併 殺 | 守 備 率 |
| ----- | ----- | ----- | ----- | ----- | ----- | ----- | -------- |
| 2022  | 西武  | 1     | 1     | 1     | 1     | 0     | .667     |
| 通算  | 通算  | 1     | 1     | 1     | 1     | 0     | .667     |

### 記録
初記録
- 初出場・初先発出場：2022年5月7日、対北海道日本ハムファイターズ7回戦（ベルーナドーム）、8番・遊撃手で先発出場
- 初打席：同上、3回裏に上沢直之から空振り三振

### 背番号
- 50（2022年 - 2023年）